# Campeonato Brasileiro Série A 1994
Die Campeonato Brasileiro Série A 1994 war die 38. Spielzeit der höchsten brasilianischen Fußballliga, der Série A.

## Saisonverlauf
Die Série A startete am 13. August 1994 in ihre neue Saison und endete am 18. Dezember 1994. Die Meisterschaft wurde vom nationalen Verband CBF ausgerichtet. In diesem Jahr kam in Brasilien zum letzten Mal die Zwei-Punkte-Regel zur Anwendung.
Modus

1. Runde: Zunächst traten die Vereine in vier Gruppen (A – D) zu je sechs Mannschaften an und spielten hier einmal gegeneinander. Die ersten vier Mannschaften jeder Gruppe qualifizierten sich für die zweite Runde. Die Gruppensieger erhielten zusätzlich für die zweite Runde einen Bonuspunkt.
2. Runde: Die sechzehn Mannschaften traten in zwei Gruppen (E – F) zu je acht Mannschaften an und spielten hier einmal gegeneinander. Die Gruppensieger qualifizierten sich direkt fürs Viertelfinale.
3. Runde: Die Mannschaften der Gruppen E und F spielten jeweils einmal gegen die Mitglieder der anderen Gruppe. Die Gruppensieger qualifizierten sich direkt fürs Viertelfinale.
Gesamttabelle Qualifizierung: Aus den Ergebnissen der zweiten und dritten Runde wurde eine Gesamttabelle gebildet. Die zwei besten Mannschaften, die sich noch nicht fürs Viertelfinale qualifiziert hatten, schafften dadurch die Qualifikation fürs Viertelfinale.
Hoffnungsrunde: Die acht Mannschaften, die bereits in der ersten Runde ausgeschieden waren, spielten hier die letzten zwei Plätze des Viertelfinals aus sowie die beiden Absteiger in die Série B 1995.
Nach der Saison wurden wie jedes Jahr Auszeichnungen an die besten Spieler des Jahres vergeben. Der „Goldene Ball“, vergeben von der Sportzeitschrift Placar, ging an Márcio Amoroso vom SE Palmeiras. Torschützenkönige wurden Márcio Amoroso und Túlio mit 19 Treffern.
Für die Copa Libertadores 1995 qualifizierten sich der SE Palmeiras als Meister 1994 und Grêmio Porto Alegre als Pokalsieger 1994.

## 1. Runde
Gruppe A
| Pl. | Verein         | Sp. | S | U | N | Tore  | Diff. | Punkte |
| --- | -------------- | --- | - | - | - | ----- | ----- | ------ |
| 01. | SC Corinthians | 10  | 5 | 3 | 2 | 18:14 | + 04  | 13     |
| 02. | CR Flamengo    | 10  | 4 | 4 | 2 | 16:11 | + 05  | 12     |
| 03. | Grêmio FBPA    | 10  | 4 | 2 | 2 | 12:9  | + 03  | 12     |
| 04. | Sport Recife   | 10  | 3 | 4 | 3 | 11:16 | - 05  | 10     |
| 05. | Criciúma EC    | 10  | 2 | 5 | 3 | 14:11 | + 03  | 9      |
| 06. | CA Bragantino  | 10  | 1 | 2 | 7 | 8:18  | - 10  | 4      |

Gruppe B
| Pl. | Verein           | Sp. | S | U | N | Tore  | Diff. | Punkte |
| --- | ---------------- | --- | - | - | - | ----- | ----- | ------ |
| 01. | Botafogo FR      | 10  | 5 | 2 | 3 | 16:12 | + 04  | 12     |
| 02. | Paysandu SC      | 10  | 5 | 2 | 3 | 14:13 | + 01  | 12     |
| 03. | FC São Paulo     | 10  | 3 | 5 | 2 | 11:10 | + 01  | 11     |
| 04. | Portuguesa       | 10  | 2 | 6 | 2 | 9:5   | 0     | 10     |
| 05. | Atlético Mineiro | 10  | 2 | 4 | 4 | 8:10  | - 02  | 8      |
| 06. | EC Vitória       | 10  | 1 | 5 | 4 | 9:13  | - 04  | 7      |

Gruppe C
| Pl. | Verein           | Sp. | S | U | N | Tore  | Diff. | Punkte |
| --- | ---------------- | --- | - | - | - | ----- | ----- | ------ |
| 01. | Guarani FC       | 10  | 8 | 1 | 2 | 23:11 | + 12  | 15     |
| 02. | FC Santos        | 10  | 7 | 2 | 2 | 19:8  | + 11  | 14     |
| 03. | CR Vasco da Gama | 10  | 6 | 3 | 2 | 15:10 | + 05  | 11     |
| 04. | EC Bahia         | 10  | 5 | 4 | 2 | 13:8  | + 05  | 11     |
| 05. | Clube do Remo    | 10  | 5 | 3 | 3 | 20:16 | + 04  | 5      |
| 06. | Cruzeiro EC      | 10  | 3 | 3 | 5 | 13:18 | - 05  | 4      |

Gruppe D
| Pl. | Verein             | Sp. | S | U | N | Tore  | Diff. | Punkte |
| --- | ------------------ | --- | - | - | - | ----- | ----- | ------ |
| 01. | SE Palmeiras (M)   | 10  | 9 | 1 | 0 | 26:7  | + 19  | 19     |
| 02. | Fluminense FC      | 10  | 4 | 2 | 4 | 14:15 | - 01  | 10     |
| 03. | Paraná Clube       | 10  | 3 | 3 | 4 | 15:18 | - 03  | 9      |
| 04. | SC Internacional   | 10  | 5 | 4 | 2 | 9:5   | + 04  | 8      |
| 05. | União São João EC  | 10  | 3 | 2 | 5 | 14:13 | + 01  | 8      |
| 06. | Náutico Capibaribe | 10  | 1 | 4 | 5 | 7:19  | - 12  | 6      |

| (M) | Meister des Vorjahres |

## 2. Runde
Gruppe E
| Pl. | Verein           | Sp. | S | U | N | Tore | Diff. | Punkte |
| --- | ---------------- | --- | - | - | - | ---- | ----- | ------ |
| 01. | SC Corinthians 1 | 7   | 5 | 1 | 1 | 13:6 | + 7   | 12     |
| 02. | Guarani FC 1     | 7   | 4 | 3 | 0 | 11:6 | + 5   | 12     |
| 03. | Grêmio FBPA      | 7   | 3 | 1 | 3 | 9:9  | 0     | 7      |
| 04. | SC Internacional | 7   | 2 | 3 | 2 | 9:10 | - 1   | 7      |
| 05. | Paysandu SC      | 7   | 2 | 2 | 3 | 6:8  | - 2   | 6      |
| 06. | CR Vasco da Gama | 7   | 2 | 1 | 4 | 6:8  | - 2   | 5      |
| 07. | Portuguesa       | 7   | 2 | 1 | 4 | 6:8  | - 2   | 5      |
| 08. | Fluminense FC    | 7   | 1 | 2 | 4 | 7:12 | - 5   | 4      |

Gruppe F
| Pl. | Verein             | Sp. | S | U | N | Tore  | Diff. | Punkte |
| --- | ------------------ | --- | - | - | - | ----- | ----- | ------ |
| 01. | SE Palmeiras 1 (M) | 7   | 4 | 2 | 1 | 8:5   | + 3   | 11     |
| 02. | Sport Recife       | 7   | 4 | 2 | 1 | 15:8  | + 7   | 10     |
| 03. | FC São Paulo       | 7   | 6 | 1 | 5 | 17:14 | + 03  | 9      |
| 04. | EC Bahia           | 7   | 2 | 4 | 1 | 9:8   | + 01  | 8      |
| 05. | FC Santos          | 7   | 4 | 2 | 6 | 17:18 | - 01  | 6      |
| 06. | Botafogo FR 1      | 7   | 3 | 5 | 4 | 14:12 | + 03  | 6      |
| 07. | CR Flamengo        | 7   | 4 | 1 | 7 | 18:19 | - 01  | 4      |
| 08. | Paraná Clube       | 7   | 4 | 1 | 7 | 18:19 | - 01  | 4      |

| (M) | Meister des Vorjahres |

## 3. Runde
Gruppe E
| Pl. | Verein           | Sp. | S | U | N | Tore  | Diff. | Punkte |
| --- | ---------------- | --- | - | - | - | ----- | ----- | ------ |
| 01. | Guarani FC       | 8   | 5 | 2 | 1 | 11:5  | + 06  | 12     |
| 02. | Portuguesa       | 8   | 5 | 1 | 2 | 16:8  | + 08  | 11     |
| 03. | Fluminense FC    | 8   | 3 | 2 | 3 | 14:13 | + 01  | 8      |
| 04. | CR Vasco da Gama | 8   | 2 | 4 | 2 | 4:7   | - 03  | 8      |
| 05. | SC Internacional | 8   | 2 | 3 | 3 | 4:5   | - 01  | 7      |
| 06. | Grêmio FBPA      | 8   | 2 | 1 | 5 | 6:12  | - 06  | 5      |
| 07. | Paysandu SC      | 8   | 1 | 2 | 5 | 2:11  | - 09  | 4      |
| 08. | SC Corinthians   | 8   | 1 | 2 | 5 | 6:16  | - 10  | 4      |

Gruppe F
| Pl. | Verein           | Sp. | S | U | N | Tore  | Diff. | Punkte |
| --- | ---------------- | --- | - | - | - | ----- | ----- | ------ |
| 01. | Botafogo FR      | 8   | 5 | 3 | 0 | 13:5  | + 8   | 13     |
| 02. | FC Santos        | 8   | 5 | 1 | 2 | 10:3  | + 7   | 11     |
| 03. | FC São Paulo     | 8   | 5 | 0 | 3 | 14:9  | + 5   | 10     |
| 04. | EC Bahia         | 8   | 3 | 4 | 1 | 10:6  | + 4   | 10     |
| 05. | Paraná Clube     | 8   | 3 | 2 | 3 | 9:9   | 0     | 8      |
| 06. | CR Flamengo      | 8   | 2 | 3 | 3 | 5:9   | - 4   | 7      |
| 07. | SE Palmeiras (M) | 8   | 2 | 2 | 4 | 11:12 | - 1   | 6      |
| 08. | Sport Recife     | 8   | 1 | 2 | 5 | 5:10  | - 5   | 4      |

| (M) | Meister des Vorjahres |

## Qualifizierung-Tabelle
| Pl. | Verein           | Sp. | S  | U  | N  | Tore  | Diff. | Punkte |
| --- | ---------------- | --- | -- | -- | -- | ----- | ----- | ------ |
| 01. | Guarani FC       | 38  | 21 | 12 | 05 | 66:36 | + 30  | 75     |
| 02. | FC São Paulo     | 38  | 21 | 09 | 08 | 59:35 | + 24  | 72     |
| 03. | Botafogo FR      | 38  | 21 | 04 | 13 | 59:44 | + 15  | 67     |
| 04. | EC Bahia         | 38  | 19 | 08 | 11 | 55:45 | + 10  | 65     |
| 05. | FC Santos        | 38  | 18 | 10 | 10 | 67:48 | + 19  | 64     |
| 06. | SE Palmeiras (M) | 38  | 15 | 09 | 14 | 48:47 | + 01  | 54     |
| 07. | Portuguesa       | 38  | 15 | 08 | 15 | 51:43 | + 08  | 53     |
| 08. | SC Corinthians   | 38  | 14 | 11 | 13 | 57:47 | + 10  | 53     |
| 09. | Sport Recife     | 38  | 14 | 11 | 13 | 55:48 | + 07  | 53     |
| 10. | SC Internacional | 38  | 15 | 07 | 16 | 48:44 | + 04  | 52     |
| 11. | CR Vasco da Gama | 38  | 13 | 10 | 14 | 48:45 | + 03  | 52     |
| 12. | Grêmio FBPA      | 38  | 12 | 12 | 14 | 50:61 | - 11  | 48     |
| 13. | Fluminense FC    | 38  | 12 | 09 | 17 | 45:54 | - 09  | 45     |
| 14. | Paraná Clube     | 38  | 11 | 12 | 15 | 49:48 | + 01  | 45     |
| 15. | CR Flamengo      | 38  | 11 | 12 | 15 | 44:53 | - 11  | 45     |
| 16. | Paysandu SC      | 38  | 11 | 11 | 16 | 44:54 | - 10  | 44     |

| (M) | Meister des Vorjahres |

## Hoffnungsrunde
| Pl. | Verein             | Sp. | S | U | N | Tore  | Diff. | Punkte |
| --- | ------------------ | --- | - | - | - | ----- | ----- | ------ |
| 01. | CA Bragantino      | 14  | 7 | 5 | 2 | 20:10 | + 10  | 19     |
| 02. | Atlético Mineiro   | 14  | 7 | 4 | 3 | 22:13 | + 09  | 18     |
| 03. | EC Vitória         | 14  | 6 | 3 | 5 | 16:15 | + 01  | 15     |
| 04. | Criciúma EC        | 14  | 5 | 4 | 5 | 16:18 | - 02  | 14     |
| 05. | União São João EC  | 14  | 4 | 5 | 5 | 16:18 | - 02  | 13     |
| 06. | Cruzeiro EC        | 14  | 5 | 2 | 7 | 15:19 | - 04  | 12     |
| 07. | Clube do Remo      | 14  | 4 | 4 | 6 | 13:19 | - 06  | 12     |
| 08. | Náutico Capibaribe | 14  | 4 | 1 | 9 | 9:14  | - 05  | 9      |

## Viertelfinale
|                  | Gesamt |                | Hinspiel | Rückspiel |
| ---------------- | ------ | -------------- | -------- | --------- |
| Atlético Mineiro | 3:2    | Botafogo FR    | 2:0      | 1:2       |
| CA Bragantino    | 1:1    | SC Corinthians | 1:1      | 0:0       |
| EC Bahia         | 2:4    | SE Palmeiras   | 1:2      | 1:2       |
| FC São Paulo     | 3:4    | Guarani FC     | 1:0      | 2:4       |

## Halbfinale
|                  | Gesamt |                | Hinspiel | Rückspiel |
| ---------------- | ------ | -------------- | -------- | --------- |
| Atlético Mineiro | 3:3    | SC Corinthians | 3:2      | 0:1       |
| SE Palmeiras     | 5:2    | Guarani FC     | 3:1      | 2:1       |

## Finale

### Hinspiel
| SC Corinthians                                       | SC Corinthians | SE Palmeiras | SE Palmeiras |
| ---------------------------------------------------- | --- | --- | ------------ |
| SC Corinthians                                       | \| 15. Dezember 1994 in São Paulo (Estádio do Pacaembu) \| \| Ergebnis: 1:3 (0:0) \| \| Zuschauer: 36.409 \| \| Schiedsrichter: Antônio Pereira da Silva \|             | \| 15. Dezember 1994 in São Paulo (Estádio do Pacaembu) \| \| Ergebnis: 1:3 (0:0) \| \| Zuschauer: 36.409 \| \| Schiedsrichter: Antônio Pereira da Silva \| | SE Palmeiras |
| SC Corinthians                                       | Ronaldo, Paulo Roberto, Pinga (Gralak), Henrique, Branco, Zé Elias, Luisinho, Marcelinho Paulista (Marques), Souza, Marcelinho Carioca, Viola Cheftrainer: Jair Pereira | Velloso, Cláudio, Zago, Cléber, Roberto Carlos, César Sampaio, Flávio Conceição, Zinho, Rivaldo, Edmundo (Amaral), Evair Cheftrainer: Vanderlei Luxemburgo  | SE Palmeiras |
| SC Corinthians                                       | 1:3 Marques (67.) | 0:1 Rivaldo (44.) 0:2 Rivaldo (63.) 0:3 Edmundo (65.) | SE Palmeiras |
| SC Corinthians                                       | Paulo Roberto, Zé Elias, Marcelinho Carioca, Viola | Evair, Cléber | SE Palmeiras |
| 15. Dezember 1994 in São Paulo (Estádio do Pacaembu) | | |              |
| Ergebnis: 1:3 (0:0)                                  | | |              |
| Zuschauer: 36.409                                    | | |              |
| Schiedsrichter: Antônio Pereira da Silva             | | |              |

### Rückspiel
| SE Palmeiras                                         | SE Palmeiras | SC Corinthians | SC Corinthians |
| ---------------------------------------------------- | --- | --- | -------------- |
| SE Palmeiras                                         | \| 18. Dezember 1994 in São Paulo (Estádio do Pacaembu) \| \| Ergebnis: 1:1 (0:1) \| \| Zuschauer: 35.217 \| \| Schiedsrichter: Márcio Rezende de Freitas \| | \| 18. Dezember 1994 in São Paulo (Estádio do Pacaembu) \| \| Ergebnis: 1:1 (0:1) \| \| Zuschauer: 35.217 \| \| Schiedsrichter: Márcio Rezende de Freitas \|      | SC Corinthians |
| SE Palmeiras                                         | Velloso, Cláudio, Zago, Cléber, Wágner, César Sampaio, Flávio Conceição (Amaral), Zinho, Rivaldo, Edmundo (Tonhão), Evair Cheftrainer: Vanderlei Luxemburgo  | Ronaldo, Paulo Roberto, Gralak, Henrique, Branco, Luisinho, Marcelinho Paulista, Souza (Tupãzinho), Marcelinho Carioca, Viola (Marques) Cheftrainer: Jair Pereira | SC Corinthians |
| SE Palmeiras                                         | 1:1 Rivaldo (81.) | 0:1 Marques (3.) | SC Corinthians |
| SE Palmeiras                                         | Zago, César Sampaio | Ronaldo, Gralak, Marcelinho Paulista | SC Corinthians |
| SE Palmeiras                                         | Branco (52.), Luisinho (64.) | | SC Corinthians |
| 18. Dezember 1994 in São Paulo (Estádio do Pacaembu) | | |                |
| Ergebnis: 1:1 (0:1)                                  | | |                |
| Zuschauer: 35.217                                    | | |                |
| Schiedsrichter: Márcio Rezende de Freitas            | | |                |

## Abschlusstabelle
Die Tabellen diente lediglich zur Feststellung der Platzierung der einzelnen Mannschaften in der Saison. Sie setzt sich zusammen aus allen ausgetragenen Spielen, mit Ausnahme der Spiele aus der Hoffnungsrunde. Gewertet werden zunächst die beiden Finalisten, dann auf Platz drei und vier die weiteren Halbfinalisten. Platz fünf bis acht belegen die weiteren Viertelfinalisten. Die letzten sechs sind die Mannschaften aus der Hoffnungsrunde, die sich nicht fürs Viertelfinale qualifizieren konnten.
| Pl. | Verein             | Sp. | S  | U  | N  | Tore  | Diff. | Punkte |
| --- | ------------------ | --- | -- | -- | -- | ----- | ----- | ------ |
| 01. | SE Palmeiras (M)   | 31  | 20 | 06 | 05 | 58:30 | + 28  | 46     |
| 02. | SC Corinthians     | 31  | 12 | 09 | 10 | 43:44 | - 01  | 33     |
| 03. | Guarani FC         | 29  | 17 | 06 | 06 | 45:26 | + 19  | 40     |
| 04. | Atlético Mineiro   | 28  | 11 | 08 | 09 | 36:28 | + 08  | 30     |
| 05. | Botafogo FR        | 27  | 13 | 06 | 08 | 38:32 | + 06  | 32     |
| 06. | FC São Paulo       | 27  | 12 | 08 | 07 | 42:35 | + 07  | 32     |
| 07. | EC Bahia           | 27  | 09 | 11 | 07 | 32:31 | + 01  | 29     |
| 08. | CA Bragantino      | 26  | 08 | 09 | 09 | 29:29 | 0     | 25     |
| 09. | FC Santos          | 25  | 13 | 05 | 07 | 36:22 | + 14  | 31     |
| 10. | Portuguesa         | 25  | 09 | 08 | 08 | 26:20 | + 06  | 26     |
| 11. | Grêmio FBPA        | 25  | 09 | 06 | 10 | 27:30 | - 03  | 24     |
| 12. | CR Vasco da Gama   | 25  | 08 | 08 | 09 | 23:25 | - 02  | 24     |
| 13. | Sport Recife       | 25  | 08 | 08 | 09 | 31:34 | - 03  | 24     |
| 14. | CR Flamengo        | 25  | 07 | 09 | 09 | 24:27 | - 03  | 23     |
| 15. | Fluminense FC      | 25  | 08 | 06 | 11 | 35:40 | - 05  | 22     |
| 16. | Paysandu SC        | 25  | 08 | 06 | 11 | 22:32 | - 10  | 22     |
| 17. | SC Internacional   | 25  | 07 | 08 | 10 | 27:28 | - 01  | 22     |
| 18. | Paraná Clube       | 25  | 06 | 09 | 10 | 29:35 | - 06  | 21     |
| 19. | EC Vitória         | 24  | 07 | 08 | 09 | 25:28 | - 03  | 22     |
| 20. | Criciúma EC        | 24  | 07 | 09 | 08 | 34:34 | 0     | 23     |
| 21. | União São João EC  | 24  | 07 | 07 | 10 | 26:32 | - 06  | 21     |
| 22. | Cruzeiro EC        | 24  | 06 | 04 | 14 | 22:35 | - 13  | 16     |
| 23. | Clube do Remo      | 24  | 06 | 05 | 13 | 18:34 | - 16  | 17     |
| 24. | Náutico Capibaribe | 24  | 05 | 05 | 14 | 16:33 | - 17  | 15     |

| (M) | Meister des Vorjahres |

## Torschützenliste
| Pl. | Nat.        | Spieler        | Verein           | Tore    |
| --- | ----------- | -------------- | ---------------- | ------- |
| 1   | Brasilianer | Túlio          | Botafogo         | 19 Tore |
| 1   | Brasilianer | Márcio Amoroso | Guarani          | 19 Tore |
| 2   | Brasilianer | Evair          | Palmeiras        | 14 Tore |
| 2   | Brasilianer | Ézio           | Fluminense       | 14 Tore |
| 2   | Brasilianer | Rivaldo        | Palmeiras        | 14 Tore |
| 6   | Brasilianer | Reinaldo       | Atlético Mineiro | 13 Tore |

Liste der Fußball-Torschützenkönige Série A (Brasilien)